# (21893) 1999 VL4
1999 في أل 4 (ويعرف أيضًا باسم (21893) 1999 في أل 4 وفق تسمية الكوكب الصغير) (بالإنجليزية: 1999 VL4)‏ هو كويكب ضمن حزام الكويكبات؛ وترتيبه 21893 من حيث الاكتشاف.
اكتُشف هذا الجُرم الفلكي بواسطة ماسح السماء كاتالينا في 1 نوفمبر 1999.

## وصلات خارجية
- (21893) 1999 VL4 في قاعدة بيانات مختبر الدفع النفاث لأجرام النظام الشمسي الصغيرة

- الاكتشاف · مخطط المدار ·  العناصر المدارية · المعلمات المادية

- (21893) 1999 VL4 على موقع ويكي سكاي: DSS2, SDSS, GALEX, IRAS, Hydrogen α, X-Ray, Astrophoto, Sky Map, Articles and images